# Parobisium robustiellum
Parobisium robustiellum är en spindeldjursart som beskrevs av Hong 1996. Parobisium robustiellum ingår i släktet Parobisium och familjen helplåtklokrypare. Inga underarter finns listade i Catalogue of Life.